# Yucca rigida
Yucca rigida ist eine Pflanzenart der Gattung der Palmlilien (Yucca) in der Familie der Spargelgewächse (Asparagaceae).

## Beschreibung
Die stammbildende Yucca rigida erreicht eine Wuchshöhe von 2 bis 5 Meter. Charakteristisch sind die blauen, gezahnten, variablen, steifen, 30 bis 60 Zentimeter langen Laubblätter. Der zwischen den Blättern beginnende, aufrechte oder leicht geneigte Blütenstand wird 60 bis 120 Zentimeter lang.
Yucca rigida gehört zur Serie Rupicolae und ist nahe mit Yucca rostrata verwandt, hat aber im Gegensatz zu dieser weichere, herabfallende Blätter.
Yucca rigida verträgt bei trockenem Stand bis −18 °C. Exemplare sind in Albuquerque, New Mexico und ein altes Exemplar mit 3 Meter hohem Stamm, ist in Erzhausen, Deutschland zu bewundern.

## Verbreitung
Yucca rigida ist in Mexiko zwischen der Sierra Madre Oriental und Sierra Madre Occidental in den Staaten Chihuahua, Coahuila und Durango in Höhenlagen bis zu 1600 Metern verbreitet. Sie wächst vergesellschaftet mit Yucca decipiens, Yucca-Arten, Agave stricta und diversen Kakteen-Arten.

## Systematik
Die Erstbeschreibung durch den amerikanischen Botaniker Georg Engelmann unter dem Namen Yucca rupicola rigida ist 1873 veröffentlicht worden. Der amerikanische Botaniker William Trelease stellte die Art unter dem heute gültigen Artnamen Yucca rigida. Die Beschreibung wurde 1902 veröffentlicht. Die Art Yucca rigida wird innerhalb der Gattung Yucca in die Sektion Chaenocarpa der Serie Rupicolae gestellt.

## Bilder
Yucca rigida:

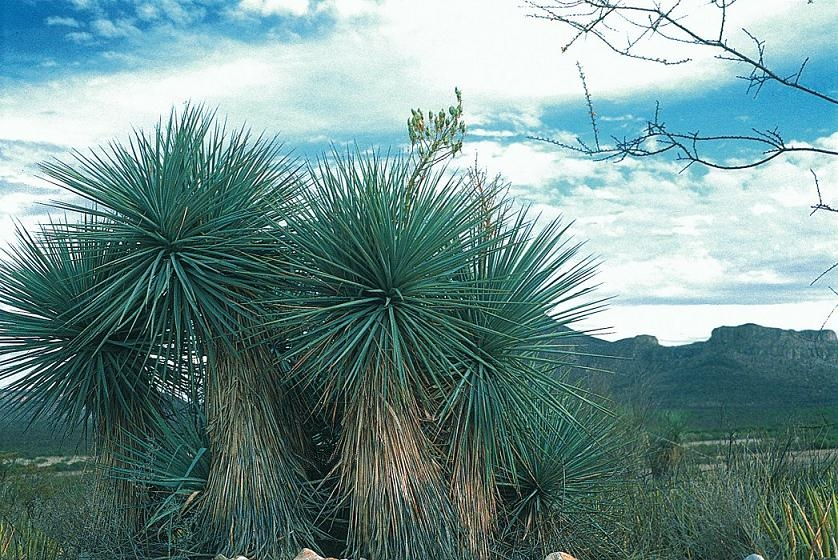
Mit Früchten in Mexico
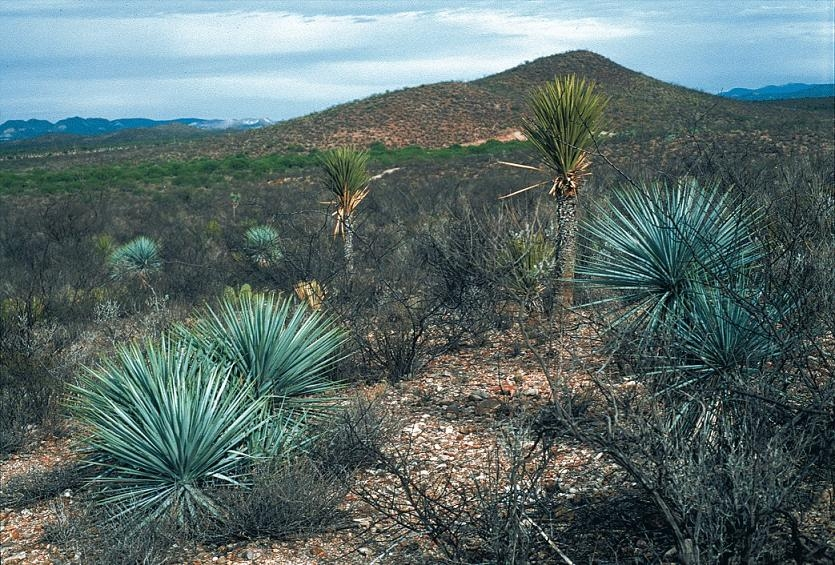
Blue-Yucca rigida und Yucca spec.
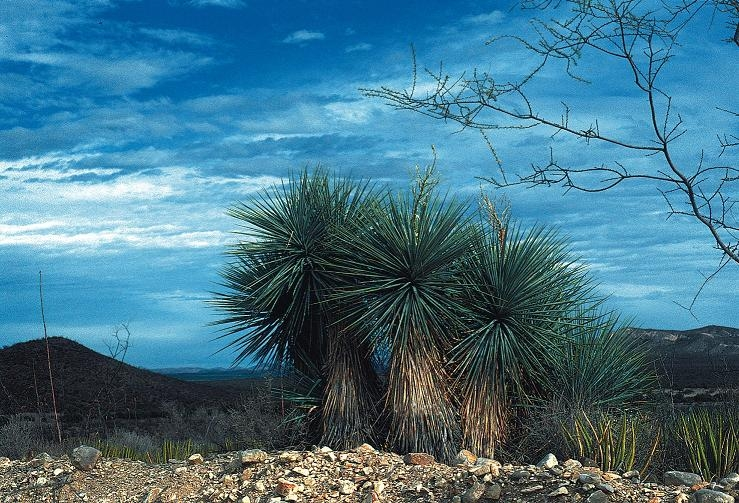
Gruppe in Mexiko
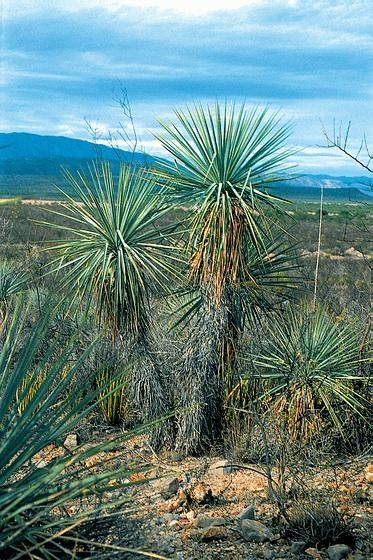
In flachem, ebenen Gelände
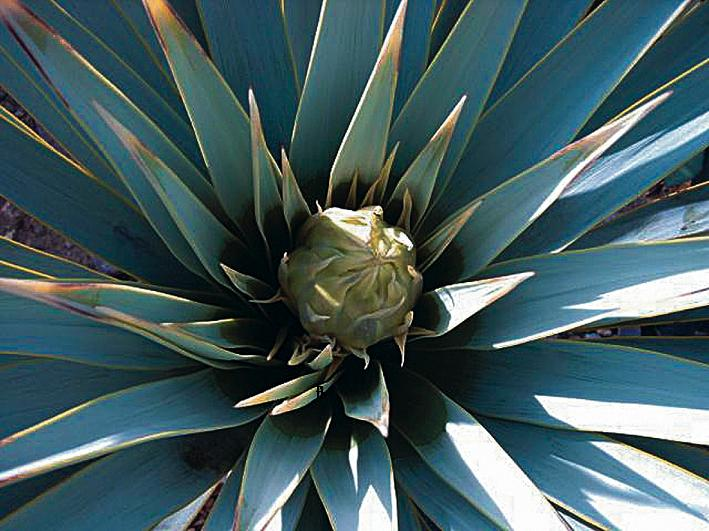
Knospiger Blütenstand
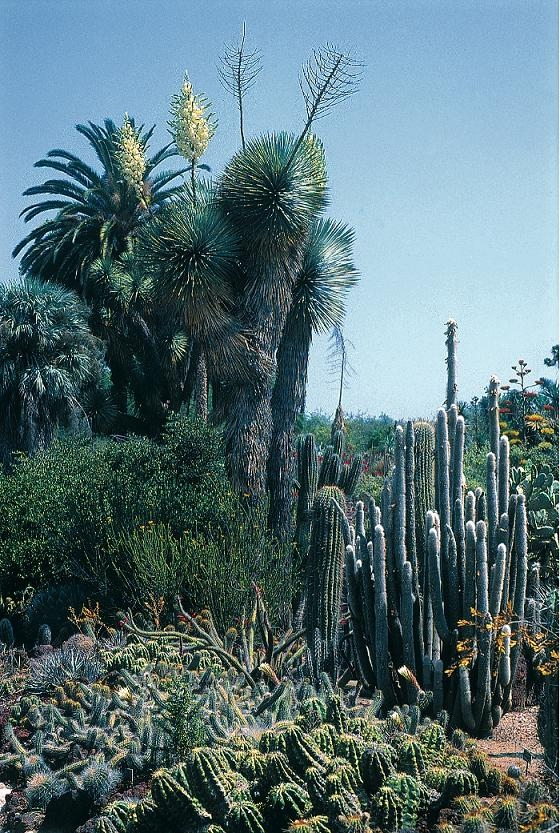
Altes Exemplar mit Blütenständen im Botanischen Garten in Huntington in Kalifornien
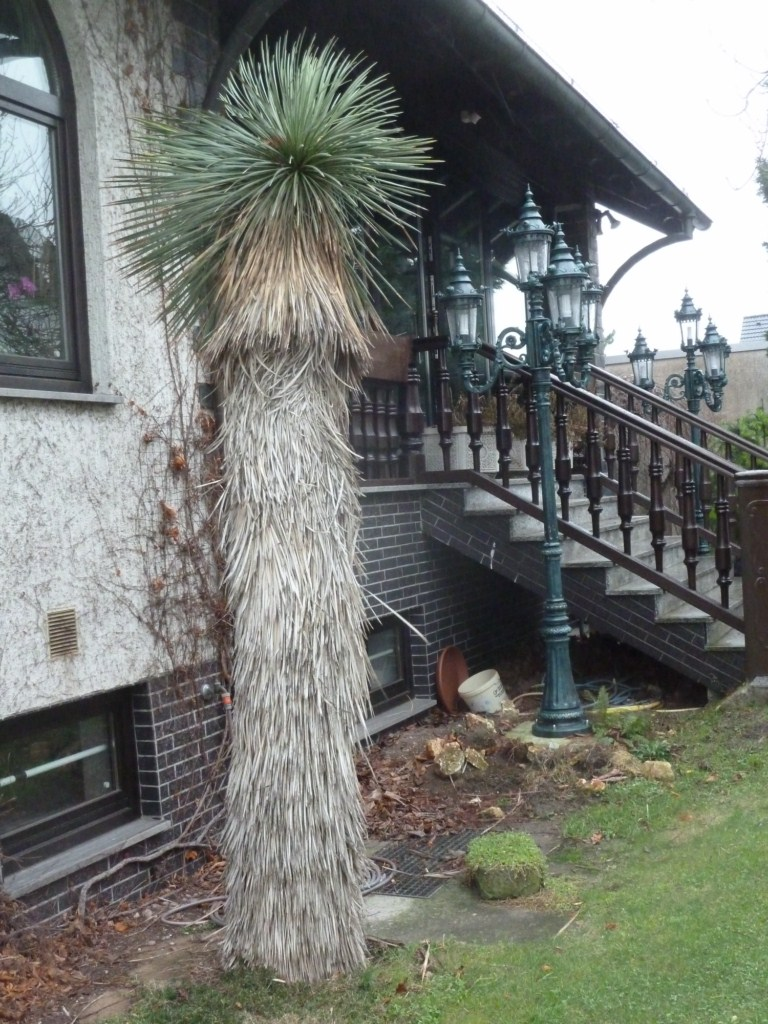
40 Jahre altes Exemplar in Kultur